# Летя
Летя (рум. Letea) — село у повіті Тулча в Румунії. Входить до складу комуни К. А. Росетті.
Село розташоване на відстані 286 км на схід від Бухареста, 57 км на схід від Тулчі, 141 км на північний схід від Констанци, 117 км на схід від Галаца.

## Населення
За даними перепису населення 2002 року у селі проживали 404 особи, з них 400 осіб (99,0 %) румунів.
Рідною мовою назвали:
| Мова       | Кількість осіб | Відсоток |
| ---------- | -------------- | -------- |
| румунська  | 399            | 98,8 %   |
| українська | 5              | 1,2 %    |